# 제천 자양영당
제천 자양영당(堤川 紫陽影堂)은 충청북도 제천시 봉양읍 공전리에 있는 조선시대의 건축물이다. 1984년 12월 31일 충청북도의 기념물 제37호로 지정되었다.

## 개요
조선 후기 성리학자인 유중교(1821∼1893)가 후진을 양성했던 곳으로 고종 26년(1889)에 창주정사로 세웠는데 1906년 유림에서 자양영당으로 새롭게 세웠다. 고종 32년(1895)에는 의병장 유인석(1842∼1915)이 팔도 유림들을 모아 비밀회의를 하던 곳이기도 하다.
유중교는 이항로와 김평묵의 제자였으며 그들의 영향을 받아 위정척사론을 주장한 인물이다. 유인석 역시 이항로의 문하에 있었으며 위청척사론자이자 의병장으로 적극적인 항일 운동을 전개시켰다.
이곳에는 주자·송시열·이화서·유중교·유인석·이직신의 영정을 모시고 있으며 해마다 봄·가을에 제사를 지낸다.
구조는 앞면 3칸·옆면 2칸 규모이며, 지붕은 옆면에서 볼 때 여덟 팔(八)자 모양인 팔작지붕으로 꾸몄다.
현재 이곳에는 『화동강목』 판목을 보존하고 있다.

## 같이 보기
- 송원화동사합편강목 목판 (충청북도 유형문화재 제37호)

## 참고 자료
- 제천 자양영당 - 국가유산청 국가유산포털